# هيلموت هوفر
هيلموت هوفر (بالألمانية: Helmut Hofer)‏ هو رياضياتي ألماني، ولد في 28 فبراير 1956 في زينتسيغ في ألمانيا.

## الجوائز والتكريم
- جائزة أوستروفسكي (1999).[9]

## وصلات خارجية
- الموقع الرسمي